# تريفور بيتس
تريفور بيتس (بالإنجليزية: Trevor Bates)‏ هو لاعب كرة قدم أمريكية أمريكي، ولد في 28 أغسطس 1993 في وستبروك في الولايات المتحدة.

## وصلات خارجية
- تريفور بيتس على موقع مرجع كرة القدم المحترفة.كوم (الإنجليزية)